# Barnard Castle
Barnard Castle este un oraș în comitatul County Durham, regiunea North East England, Anglia. Orașul se află în districtul Teesdale a cărui reședință este.